# 任肇新
任肇新（?—?），陝西省西安府盩厔縣人，清朝政治人物、同進士出身。
光緒二十四年（1898年），参加光緒戊戌科殿試，登進士三甲85名。同年五月，授内阁中书。